# Galanthus gracilis
Galanthus gracilis är en amaryllisväxtart som beskrevs av Celak. Galanthus gracilis ingår i släktet snödroppar, och familjen amaryllisväxter. IUCN kategoriserar arten globalt som otillräckligt studerad. Inga underarter finns listade i Catalogue of Life.

## Bildgalleri

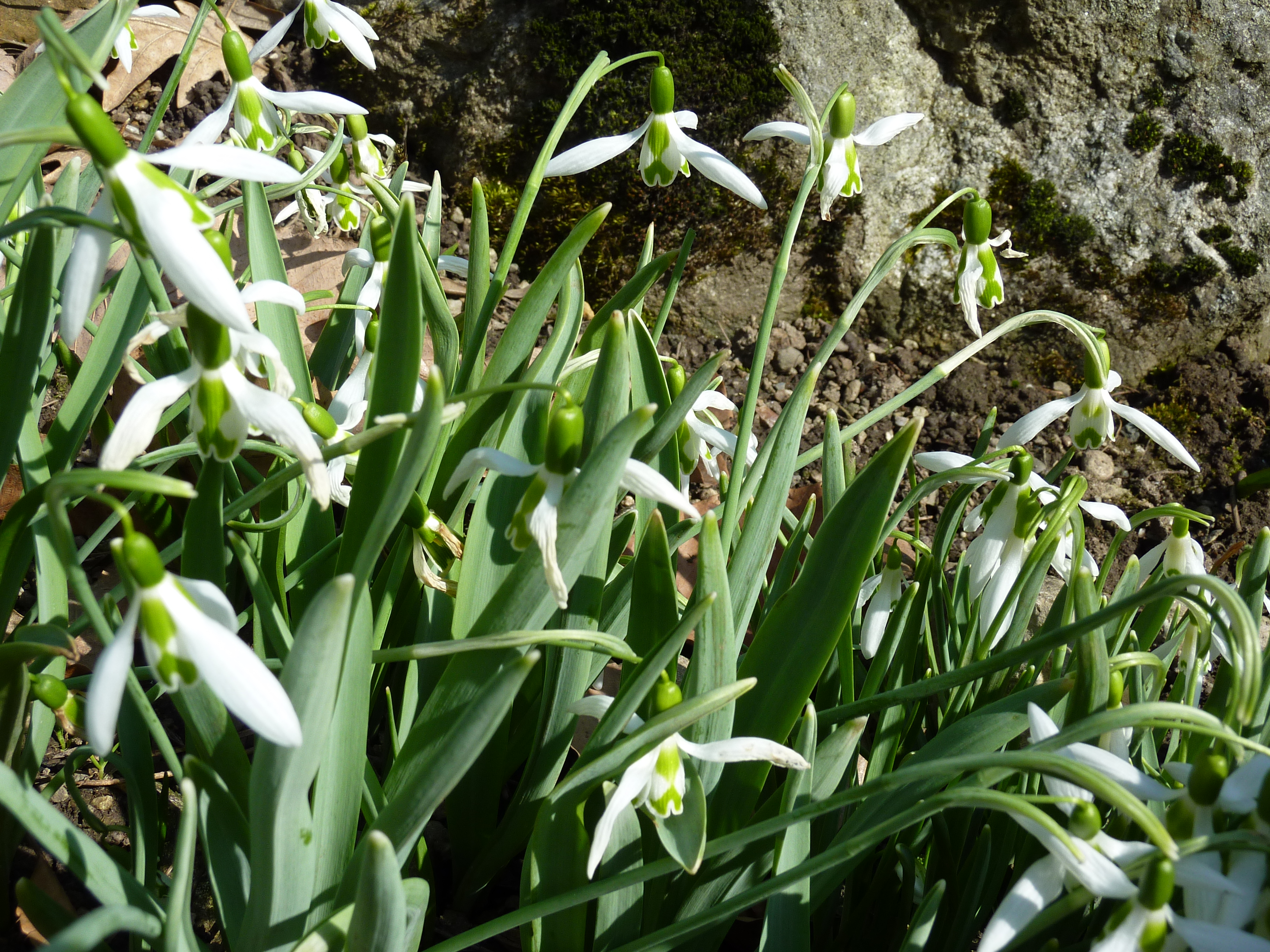
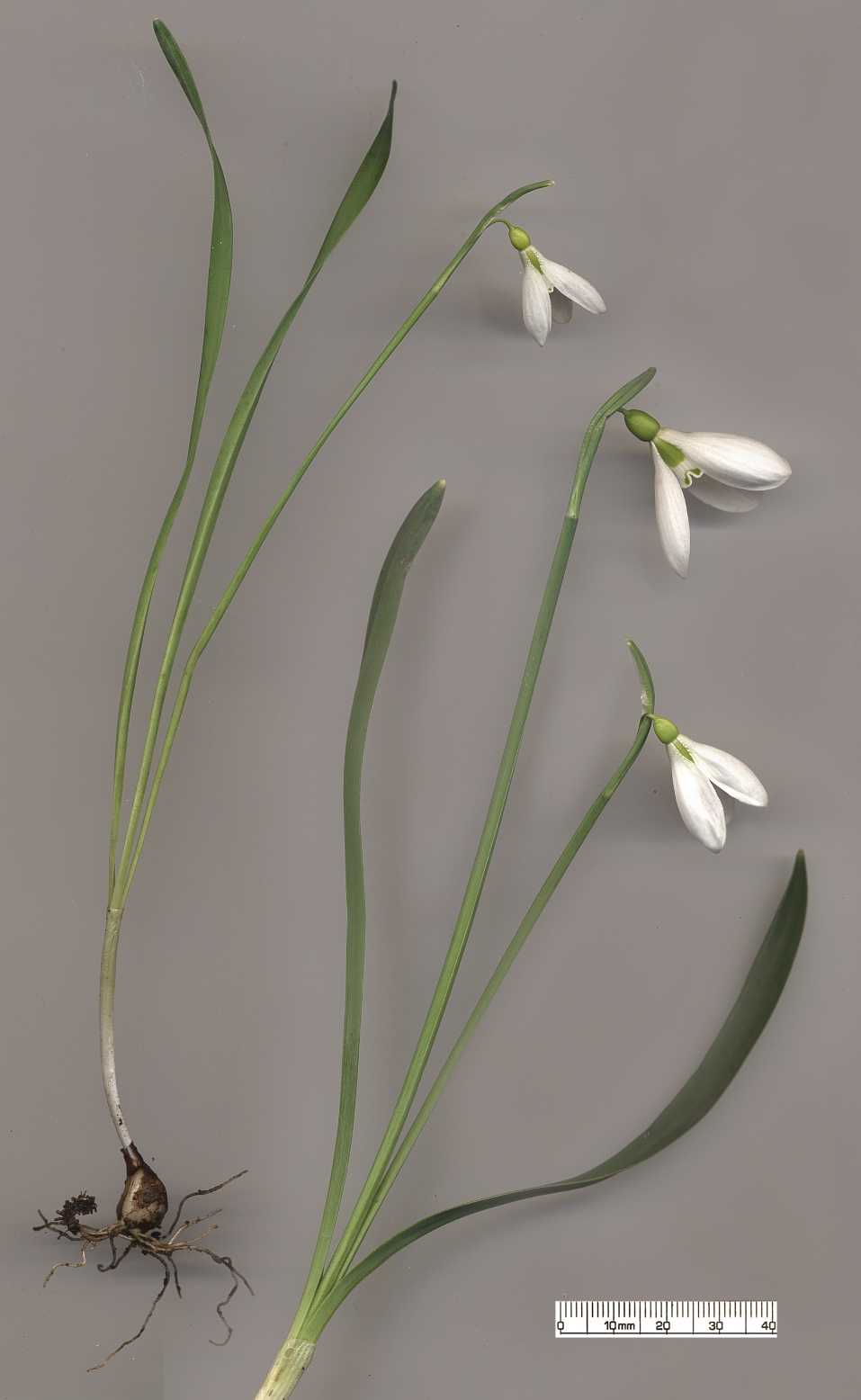